# Fran Zwitter
Fran Zwitter [frán cvítər], slovenski zgodovinar, * 24. oktober 1905, Bela Cerkev, † 14. april 1988, Ljubljana.

## Življenje in delo

### Življenje
Rodil se je v družini sodnika Davorina Zwittra, koroškega Slovenca. Mati mu je bila Franja (rojena Majzelj). Po maturi na klasični gimnaziji v Novem mestu (1924) je v letih 1924–26 študiral zgodovino in geografijo na Filozofski fakulteti Univerze v Ljubljani, v letih 1926–28 pa na dunajski univerzi. Leta 1928 je diplomiral v Ljubljani in leta 1929 tudi doktoriral. V letih 1930-32 je bil s podporo francoske državne štipendije in štipendije sklada Pavla Turnerja na izpopolnjevanju v Parizu, kjer je med drugim študiral pri zamenitem proučevalcu francoske revolucije Albertu Mathiezu. 
V letih 1933–1938 je učil na ljubljanski klasični gimaziji, hkrati pa je bil od leta 1937 privatni docent za občo zgodovino novega veka na Filozofski fakulteti. Leta 1938 je bil kot prvi stalno zaposleni predavatelj obče zgodovine novega veka na ljubljanski Filozofski fakulteti imenovan za rednega docenta.
V obdobju med obema vojnama je bil dejaven tudi kot kritični publicist. Kot levi liberalec je tik pred napadom na Jugoslavijo sodeloval pri ustanovitvi Društva prijateljev Sovjetske zveze, pozneje pa se je priključil Osvobodilni fronti. Po začetku italijanske okupacije je bil maja 1941 kratko aretiran, marca 1942 pa poslan v konfinacijo v Aprico, majhen kraj ob italijansko-švicarski meji. Po kapitulaciji Italije leta 1943 se je sam z vlakom in peš prebil do Slovenije, kjer se je pridružil slovenskim partizanom. Od januarja 1944 do marca 1945 je v Kočevskem Rogu vodil partizanski Znanstveni inštitut IOOF, edinstveno inštitucijo v zasedeni Evropi. Kot predednik komisije za mejna vprašanja pri IO OF je pripravljal gradiva za novo povojno določitev jugoslovanskih oziroma slovenskih mej. V letu 1945 je odšel v Beograd, kjer je do leta 1947 delal kot tajnik na Inštitutu za preučevanje mednarodnih vprašanj pri jugoslovanskem zunanjem ministrstvu. Na Inštitutu je nadaljeval s pripravljanjem gradiva o mejnih vprašanjih, kot ekspert pa je sodeloval tudi na povojnih mirovnih konferencah (Pariz, 1946). O mejnem vprašanju je v tem obdobju napisal vrsto brošur in memorandumov, precejšen del v tujih jezikih.
Medtem je bil leta 1945 izvoljen za izrednega profesorja, po vrnitvi na Filozofsko fakulteto leta 1948 pa za rednega profesorja za zgodovino novega veka. Na fakulteti je ostal do upokojitve leta 1975. Opravljal je tudi različne funkcije na univerzi: v letih 1952-54 je bil rektor in 1954-56 prorektor; leta 1977 je postal zaslužni profesor, leta 1986 pa častni doktor Univerze v Ljubljani. Dvakrat je dobil nagrado Kidričevega sklada (1963 in 1972), Kidričevo nagrado za življenjsko delo (1975) in nagrado AVNOJ (1985). Od leta 1953 je bil dopisni, od 1958 redni član Slovenske akademije znanosti in umetnosti (SAZU); bil je tudi dopisni član JAZU (1961) in SANU (1970). 1965-72 je bil predstojnik Oddelka za zgodovino na FF, 1972–82 upravnik Inštituta za občo in narodno zgodovino (od 1977 Zgodovinski inštitut Milka Kosa) pri SAZU, zatem pa predsednik njegovega znanstvenega sveta do smrti. Dejaven je bil v strokovnih združenjih, v letih 1948–1966 je bil predsednik Zgodovinskega društva za Slovenijo, 1954-56 prvi predsednik Zveze zgodovinskih društev Jugoslavije, 1975–78 pa je bil predsednik Slovenske matice (de facto; formalno samo v funkciji podpredsednika, ker se ni pustil izvoliti za predsednika).
Po njem se danes imenuje ulica v Novem mestu.
Njegov sinova sta Matjaž Zwitter, zdravnik onkolog in Tomaž Zwitter, fizik in astronom, hči Anja Dular, arheologinja, bibliotekarka in zgodovinarka.

### Delo
Čeprav je doktoriral iz srednjeveške zgodovine mest, se je pozneje usmeril v novejšo zgodovino. Po vrnitvi iz Francije je pod vplivom socioloških metod analistov v slovensko zgodovinopisje vpeljal vrsto metodoloških novosti, zlasti uporabo statističnih metod. Njegovo habilitacijsko delo Prebivalstvo na Slovenskem od srede 18. stoletja do današnjih dni (Univerza v Ljubljani, 1936) je bilo za slovensko zgodovinopisje prelomno.
Kot strokovnjak za novoveško zgodovino in nacionalno vprašanje se je mednarodno uveljavil in je bil večkrat gostujoči profesor na različnih tujih univerzah, nastopal je na pomembnih mednarodnih kongresih, poleg tega je doma in v tujini objavil vrsto odmevnih monografij in člankov. Izredno odmevno je bilo njegovo delo napisano v sodelovanju z Jaroslavom Šidakom ter Vasom Bogdanovom, Les problèmes nationaux dans la Monarchie des Habsbourg (slov. Nacionalni problemi v Habsburški monarhiji). Preučeval je socialno zgodovino, zgodovino mest, nacionalno-politično problematiko, slovensko-nemške odnose, pisal o razmerah na Štajerskem, Kranjskem in Koroškem, jugoslovanski in slovenski zgodovini ter nacionalnih problemih v Habsbuški monarhiji. V Zgodovini narodov Jugoslavije (I-II, 1953, 1959), je objavil prvi sintetični znanstveni oris slovenske zgodovine 17. in 18. stoletja, na povojno slovensko zgodovinopisje pa je vplival s študijo Narodnost in politika pri Slovencih (1944), napisano na Kočevskem Rogu. Na novo in v evropskem kontekstu je osvetlil začetke slovenskega nacionalizma, Ilirske province, odmev francoske revolucije pri Slovencih in njen vpliv na jugoslovanske narode. Temeljnega pomena je tudi študija oz. prikaz razvoja višjega šolstva na Slovenskem do 1918. Pisal je o kolonizaciji in prebivalstvu ter preučeval nekatera poglavitna vprašanja zgodovine 19. in začetka 20. stoletja, zgodovino koroških Slovencev ter meščanstva.

## Dela
- Zwitter, Fran. Starejša kranjska mesta in meščanstvo. Ljubljana, 1929;
- --. Les origines de l'illyrisme politique et la création des Provinces illyriennes. [Dijon], 1933;
- --. Prebivalstvo na Slovenskem od XVIII. stoletja do današnjih dni. Ljubljana, 1936;
- -- (v sodelovanju z Jaroslavom Šidakom ter Vasom Bogdanovom). Les problemes nationaux dans la monarchie des Habsbourg. Beograd, 1960;
- -- (v sodelovanju z Jaroslavom Šidakom ter Vasom Bogdanovom). Nacionalni problemi v Habsburški monarhiji. Ljubljana, 1962;
- --. »The Slovenes in the Habsburg Monarchy«. Austrian History Yearbook 3, 2. del (1967). S. 159-188;
- --. Die Kärntner Frage. Klagenfurt-Celovec, 1979;
- --. O slovenskem narodnem vprašanju. Ur. Vasilij Melik. Ljubljana, 1990;
- --. Les Provinces illyriennes : cinq études. Ur. Alain Jejcic. Paris, 2010. ISBN 978-2-901952-74-9